# Perrierina turneri
Perrierina turneri är en musselart som först beskrevs av Powell 1939.  Perrierina turneri ingår i släktet Perrierina och familjen Cyamiidae. Inga underarter finns listade i Catalogue of Life.